# Atrocity
Atrocity es una banda de heavy metal alemana, procedente de Ludwigsburg.

## Biografía

### Principios
Originalmente, cuando la banda se formó en 1985, se llamaban Instigators y tocaban grindcore. Cuando la banda ya se llamaba Atrocity, comenzó siendo una banda de death metal melódico. Su debut discográfico se dio en 1989 con el EP Blue Blood, seguido de un álbum conceptual sobre el uso de drogas llamado Hallucinations. Su segundo álbum, Todessehnsucht ("Hambre de muerte"), los depositó directamente en el death metal. Este álbum incluía un cover de la canción "Archangel" de la banda Death. Su género musical varió a lo largo de los años, hasta llegar al descubrimiento de influencias sobre lo medieval y el terror en su álbum conceptual basado en el mito del Conde Dracula, Atrocity's Blut, llamado así a partir de la película Drácula de 1994. Su siguiente álbum, Calling The Rain, fue un álbum con voces femeninas y temas acústicos.
El lanzamiento de 1996, Willenskraft, introdujo elementos industriales, y el CD bonus de la edición especial del álbum (Kraft und Wille) incluyó versiones electrónicas de los temas. Sus siguientes lanzamientos fueron cada vez menos influenciados por el metal: Werk 80 incluyó versiones de clásicos de los 80's llevando a la banda a experimentar con sonidos ajenos al metal y a dar un paso adelante en la evolución conceptual de la agrupación alejándolos de los clichés típicos del metal extremo. De esta forma los cambios de géneros y las canciones experimentales (como las versiones de Lili Marlene) generaron el alejamiento de la banda de varios de sus fanes.
La formación de Atrocity (sumados a la esposa de Alex Krull, Liv Kristine Espenæs Krull) formaron, luego, Leaves' Eyes. Liv, además, realizaba las voces de Atrocity en vivo.

### Vuelta
Luego del año 2000, se supo poco de Atrocity, dando la impresión que la banda se había separado. A pesar de esto, volvieron luego de cuatro años con un nuevo disco, Atlantis. Este fue nuevamente un álbum conceptual, basado en los mitos del continente hundido de Atlantis. El álbum incluyó las voces de la esposa de Alexander, Liv-Kristine Espanaes Krull (cantante de Theatre of Tragedy).
El 11 de noviembre de 2007, se anunció que el bajista Chris Lukhaup había abandonado la banda por razones personales y que el baterista Moritz Neuner había decidido lo mismo para tomar otro rumbo a su carrera musical. Seven Antonopolous fue nombrado como nuevo baterista en octubre de 2008.
Atrocity participó en la banda sonora de la película Watchmen, con su cover de la canción Sound of Silence de Simon & Garfunkel.
Actualmente, la banda se encuentra trabajando en lo que será su próximo disco, After the Storm, que será lanzado el 1° de septiembre de 2010.

## Miembros

### Miembros actuales
- Alexander Krull - voz
- JB van der Wal - bajo
- Thorsten Bauer - guitarra
- Sander van der Meer - guitarra
- Joris Nijenhuis - batería

### Antiguos miembros
- Oliver Klasen - bajo
- Markus Knapp - bajo
- Chris Lukhaup - bajo
- René Tometschek - bajo

- Frank Knodel - guitarra
- Richard Scharf - guitarra

- Nicholas Barker - batería
- Mortiz Neuner - batería
- Martin Schmidt - batería
- Michael Schwarz - batería
- Seven Antonopoulos - batería

- Yasmin Krull - voz

## Discografía

### EP y demos
- 1988: Instigators (Demo)
- 1996: The Hunt (EP)
- 1996: The Definition of Kraft and Wille (EP)
- 1997: Werk 80 (EP)
- 1997: Tainted Love (EP)
- 2000: Sounds of Silence (EP)
- 2000: Taste of Sin (EP)
- 2004: Cold Black Days (EP)

### Álbumes de estudio
- 1990: Hallucinations
- 1992: Todessehnsucht
- 1994: Blut
- 1995: Calling the Rain (álbum acústico)
- 1995: Die Liebe (en colaboración con Das Ich)
- 1996: Willenskraft
- 1997: Werk 80
- 2000: Gemini
- 2004: Atlantis
- 2008: Werk 80 II
- 2010: After the Storm
- 2013: Okkult
- 2018: Okkult II

### Compilaciones
- 1990: Hard to Believe: Kiss Covers Compilation
- 1999: Non Plus Ultra: 1989-1999 (best of...)

### Videos
- "Blut" (del álbum Blut de 1994)
- "Calling The Rain" (del álbum Calling the Rain de 1995)
- "Die Liebe" (con Das Ich)(del álbum Die Liebe de 1995)
- "Love is Dead" (del álbum Willenskraft de 1996)
- "Taste Of Sin"(del álbum Gemini de 2000)
- "Cold Black Days" (del álbum Atlantis de 2004)
- "The Sun Always Shines on TV" (del álbum Werk 80 II de 2008)